# Паоло Учелло
Паоло Учелло (італ. Paolo Uccello, справжнє ім'я Паоло ді Доно, італ. Paolo di Dono; 15 червня 1397 — 10 грудня 1475) — художник і математик доби раннього Відродження в Італії. Робив мозаїки, портрети, станкові картини. Уславився своїми фресками і працями по вивченню художньої перспективи.

## Біографія

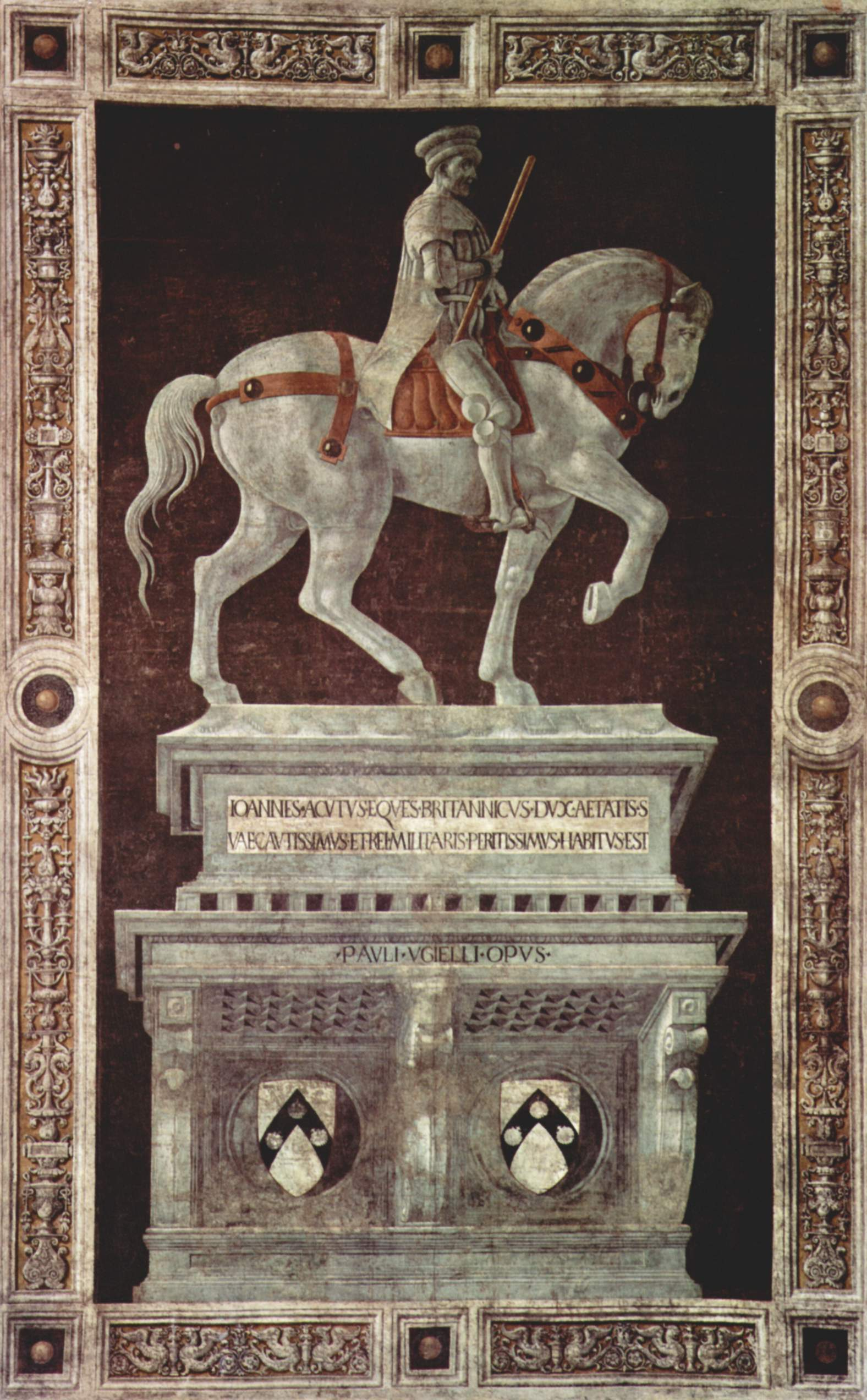
Фреска-кінний монумент полководцю (Джованні Акуто) Джону Хоквуду.

Жив і працював у Флоренції, Венеції. Один з майстрів майстерні Лоренцо Гіберті. За документами, у 1415 році прийнятий у цех лікарів, де були і представники іншого фаху. З 1424 року в братстві Св. Луки, покровителя художників.
Як різнобічний майстер, виконав деякі мозаїки в соборі Святого Марка в Венеції. Там довго зберігалася візантійська традиція оздоблення храму саме мозаїками. В вологому кліматі Венеції фрески швидко псувалися, і тут розвинулись мозаїки і олійний живопис як довготривкі художні техніки.
Першою датованою 1436 роком художньою роботою Учелло вважають фреску — кінний монумент кондотьєру Джону Хоквуду, англійцю на італійській службі.
Серед станкових робіт заслуговують уваги три картини на сюжет «Баталії при Сан Романо», де флорентійське військо отримало перемогу над військом Сієни та портрети Учелло. Картина «Святий Георгій долає Дракона» виглядає незграбною, нереальною і компромісною, бо художник невдало намагався об'єднати іконні канони з новітніми знахідками XV століття.
Наприкінці життя художник збіднів і помер у 1475 році.

## Портрети пензля Учелло

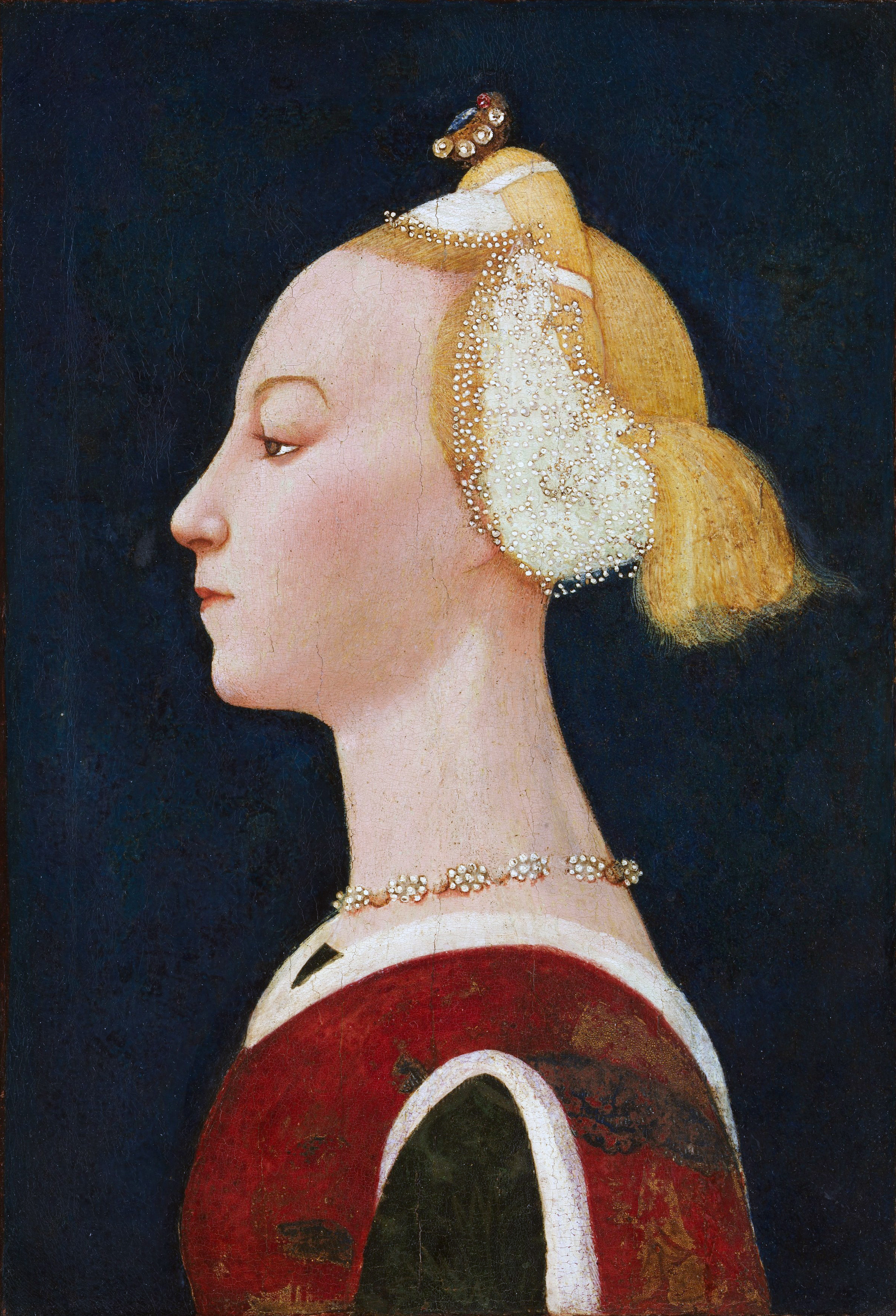
Портрет вельможної пані.1450, Метрополітен-музей,США.
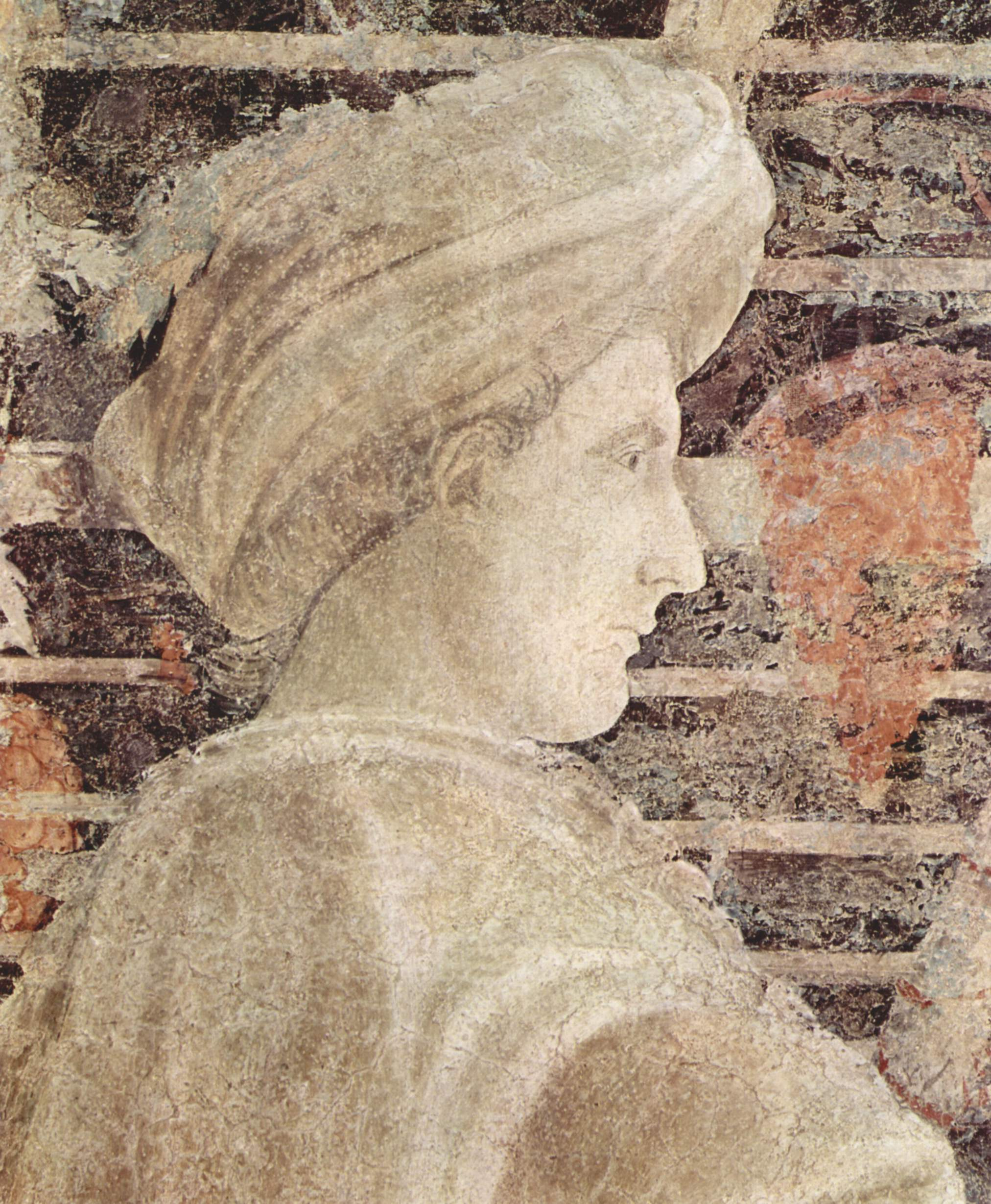
Портрет, напівзруйнована фреска Учелло. Санта-Марія Новелла, Флоренція.
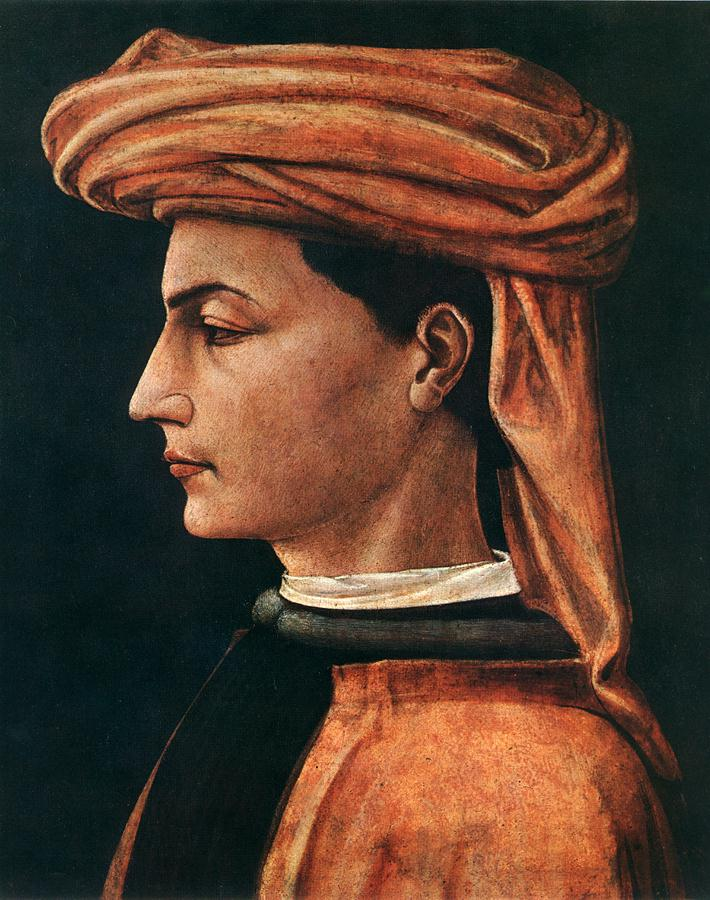
Портрет юнака заможної родини. Середини 15 ст.
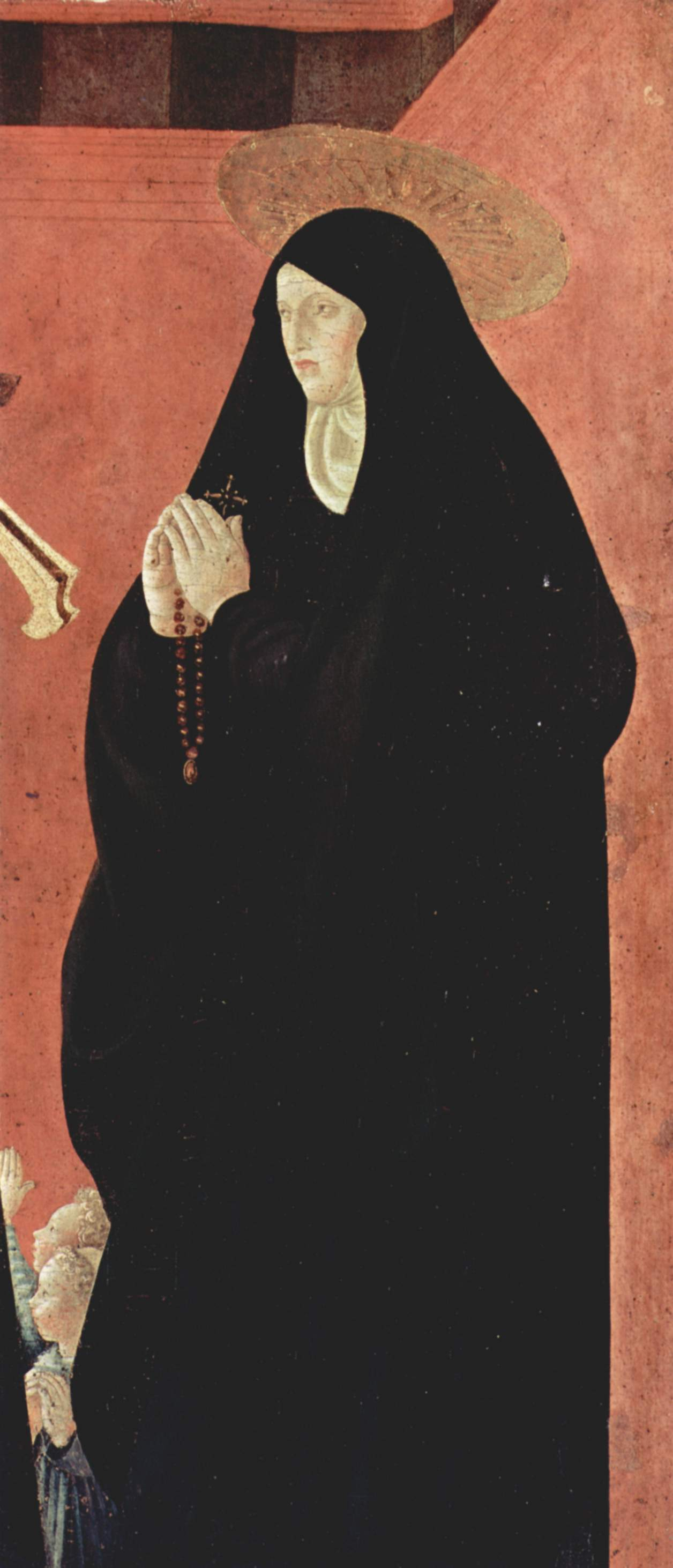
Невідома перед Мадонною.

## Бог творить Адама. Учелло і Мікеланджело

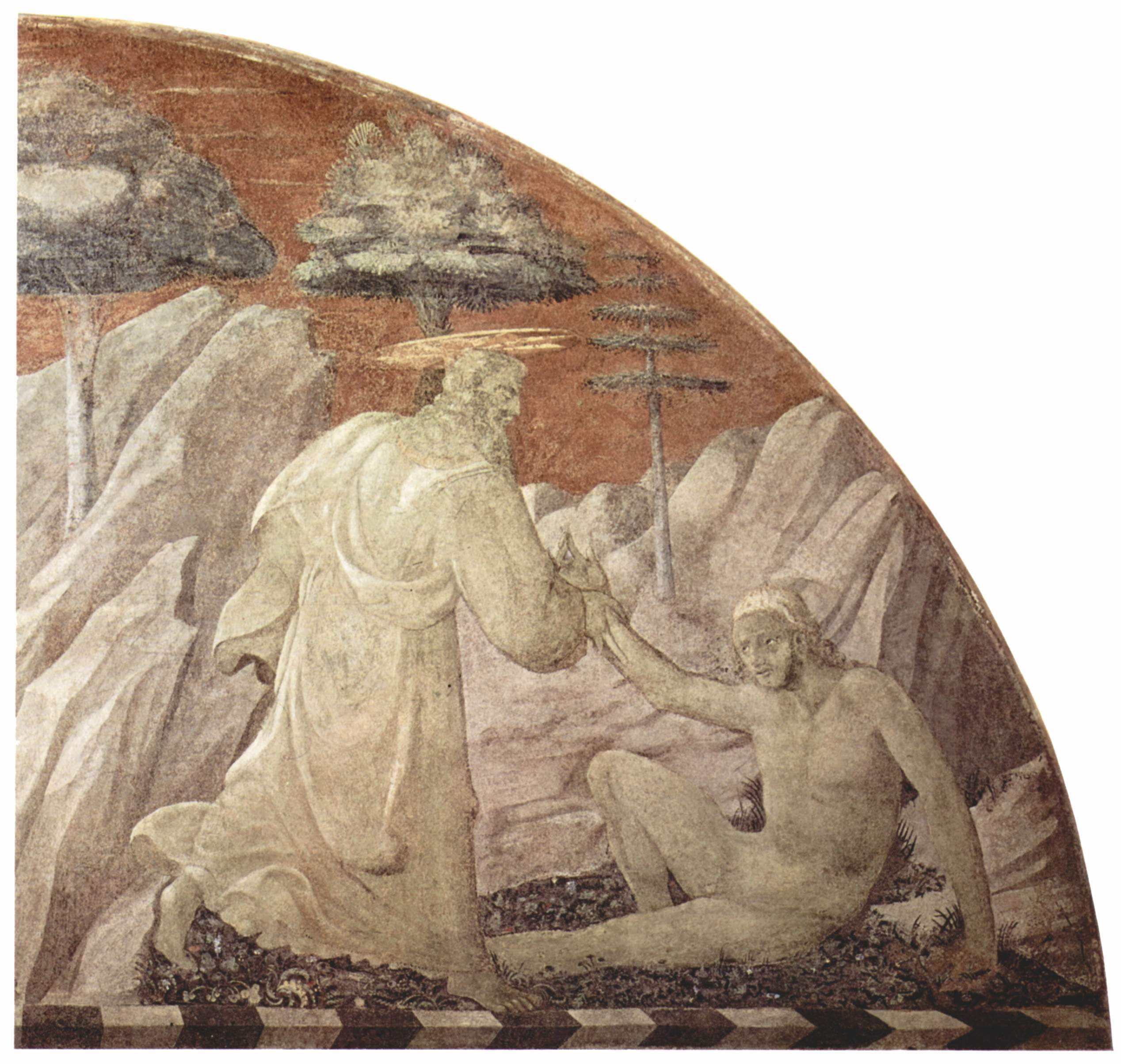
Бог творить Адама. Фреска Учелло. Санта Марія Новелла, Флоренція.1430--ті роки.
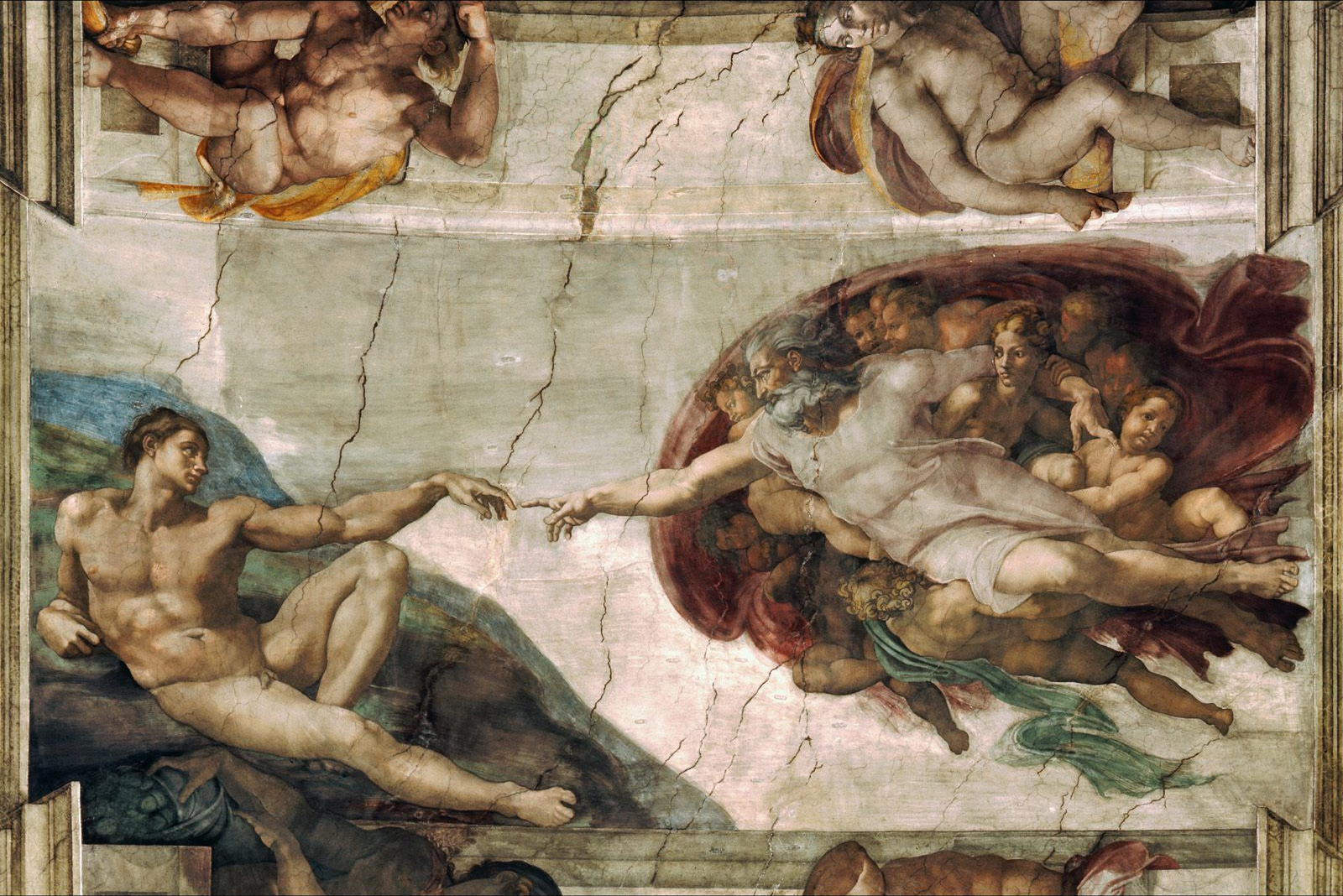
Бог творить Адама. Фреска Мікеланджело. Сикстинська каплиця. 16 століття
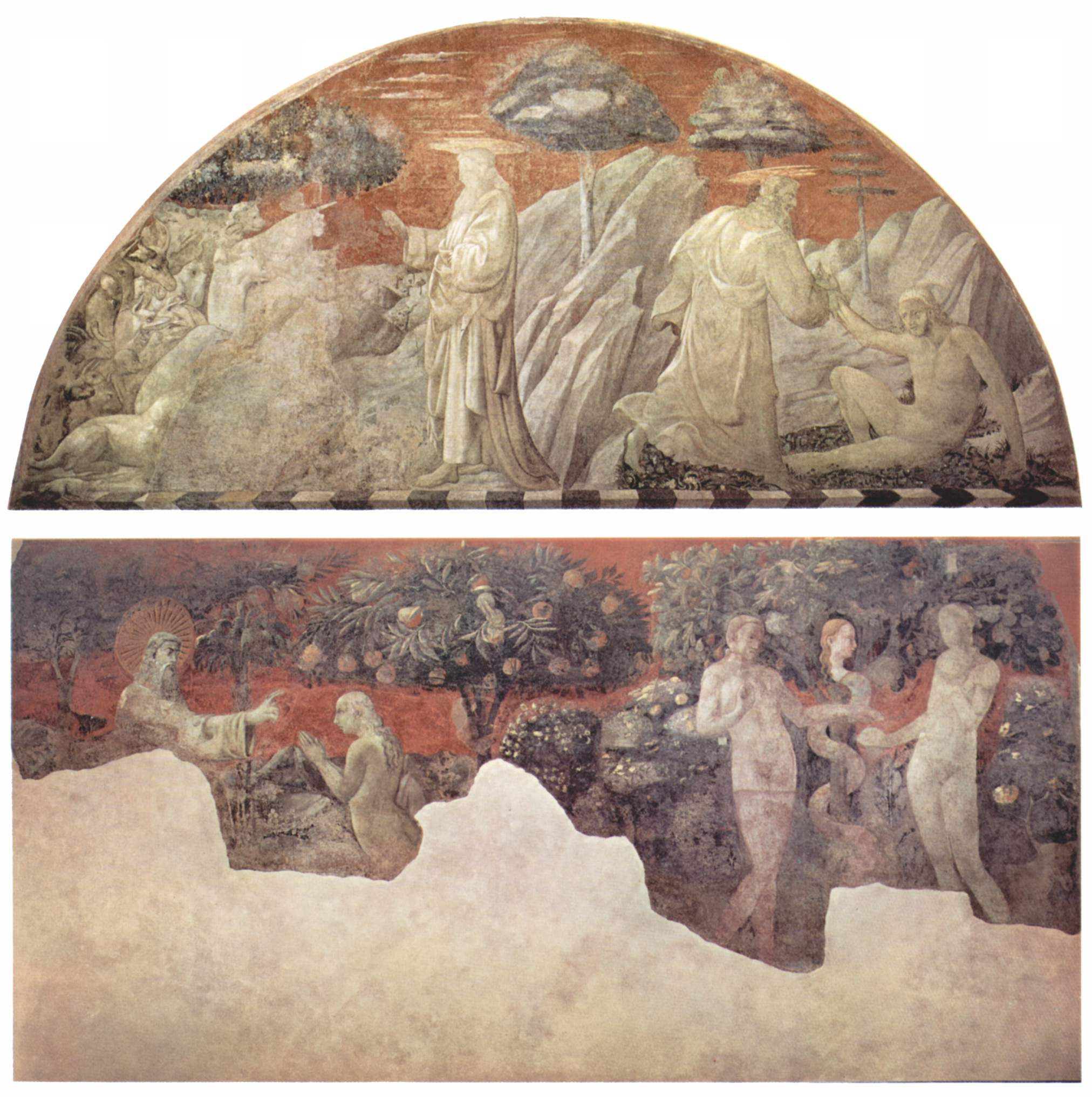
Сучасний напівруйнівний стан фресок Учелло.

Незграбний, нехоробрий Учелло наче забував про свої недоліки художника, коли малював фрески. Він одразу позбавлявся дріб'язкових деталей і несміливості. Його манера ставала рішучою, широкою, з майстерно виконаним силуетом, що дозволяло роздивлятися фреску здалеку. Адже у монументального твору свої закони побудови. Він добре це розумів, бо був добрим учнем своїх вчителів и довершеним художником фресок для свого часу. Найвдалішими були фрески в церкві Санта Марія Новелла у Флоренції, виконані у 1430-ті роки. Монохромні, з використанням небагатьох фарб, вони справляли водночас враження фресок і невисоких рельєфів. Їх і зараз лічать грізайлями майстра. Відсутність синьої фарби на небі не бентежить, забувається, так захоплює сюжет. А рожево — теракотове тло сприймається цілком припустимою умовністю.
Ці фрески залюбки розглядав молодий і палкий Мікеланджело. Адже обидва були уродженцями Флоренції. Багато пізніше при створенні фресок на стелі Сикстинської каплиці в Ватикані, вже уславлений скульптор і художник, Мікеланджело згадає дивну фреску в тій церкві Флоренції, де він стояв молодим. І використає композицію трохи призабутого Учелло. Мікеланджело тільки розвернув композицію в другий бік, а Бога-Творця зробив у повітрі. Адам Учелло і Мікеланджело майже ідентичні. Уроки старого Учелло згодилися в нову добу. Але багато обдарований Мікеланджело так майстерно розробив сюжет, що його фреска набула небаченої довершеності.